# Annika Morgan
Annika Morgan (* 12. Februar 2002 in Garmisch-Partenkirchen) ist eine deutsche Snowboarderin. Sie startet in den Disziplinen Slopestyle und Big Air.

## Werdegang
Morgan, die für den WSC Blaues Land und SC Miesbach startet, nahm im November 2016 in Landgraaf erstmals am Europacup teil und belegte dabei die Plätze 16 und acht im Slopestyle. Bei den Juniorenweltmeisterschaften 2017 in Špindlerův Mlýn errang sie den 22. Platz im Big Air und den 13. Platz im Slopestyle. In der Saison 2017/18 holte sie drei Siege im Europacup und erreichte damit den zweiten Platz in der Slopestyle-Wertung. Bei den Juniorenweltmeisterschaften 2018 in Cardrona gewann sie die Silbermedaille im Slopestyle. Zudem wurde sie dort Neunte im Big Air. In der Saison 2018/19 holte sie bei den Juniorenweltmeisterschaften 2019 im Kläppen die Silbermedaille im Big Air und beim Europäischen Olympischen Winter-Jugendfestival 2019 am Bjelašnica die Goldmedaille im Slopestyle. Im Big Air wurde sie jeweils Achte. Im Januar 2019 startete sie in Laax erstmals im Snowboard-Weltcup und errang dabei den neunten Platz im Slopestyle. Anfang März 2019 wurde sie bei den Burton US Open in Vail Fünfte im Slopestyle und siegte im selben Monat bei den World Rookie Finals am Kitzsteinhorn im Slopestyle und belegte im Slopestyle bei der Audi Snowboard Series und zugleich Europacup in Laax und im Big Air bei den Austrian & German Masters in Kühtai jeweils den zweiten Platz. Nach Platz sechs im Big Air bei den X-Games Norway 2019 in Fornebu zu Beginn der Saison 2019/20, erreichte sie mit vier Top-Zehn-Platzierungen, den 17. Platz im Freestyle-Weltcup. Im März 2020 errang sie bei den Burton US Open den siebten Platz im Slopestyle. Bei den Olympischen Jugend-Winterspielen 2020 in Lausanne gewann sie die Silbermedaille in der Big Air. In der Saison 2020/21 wurde sie bei den Winter-X-Games 2021 Achte im Slopestyle und bei den Snowboard-Weltmeisterschaften 2021 Neunte im Big Air und Siebte im Slopestyle. Im Januar 2022 belegte sie im Slopestyle bei den Laax Open den dritten Platz und bei den Winter-X-Games 2022 den achten Platz im Slopestyle.
Bei den Olympischen Winterspielen 2022 in Peking ging Morgan in den Disziplinen Slopestyle und Big Air an den Start. Als Zehnte der Qualifikation schaffte sie den Einzug in das Finale im Slopestyle und belegte dort den 8. Platz.
In der Saison 2022/23 konnte sie ihr bestes Weltcupergebnis mit einem dritten Platz beim Slopestyle in Mammoth Mountain wiederholen. Im Winter 2023/24 konnte sie ihre persönliche Bestmarke mit einem 2. Platz beim Slopestyle in Laax weiter verbessern.
Morgans Bruder Ethan war ebenfalls als Snowboarder aktiv.

## Erfolge

### Olympische Spiele
- 2022 Peking: 8. Platz Slopestyle, 10. Platz Big Air

### Weltmeisterschaften
- 2021 Aspen: 7. Platz Slopestyle, 9. Platz Big Air
- 2023 Bakuriani: 6. Platz Big Air, 12. Platz Slopestyle
- 2025 Engadin: 7. Platz Slopestyle, 8. Platz Big Air

### Winter-X-Games
- 2019 Fornebu: 6. Platz Big Air
- 2021 Aspen: 8. Platz Slopestyle
- 2022 Aspen: 8. Platz Slopestyle
- 2023 Aspen: 8. Platz Slopestyle
- 2024 Aspen: 2. Platz Knuckle Huck, 5. Platz Big Air, 5. Platz Slopestyle
- 2025 Aspen: 5. Platz Slopestyle, 6. Platz Knuckle Huck

### Weltcup-Gesamtplatzierungen
| Saison  | Park & Pipe | Park & Pipe | Slopestyle | Slopestyle | Big Air | Big Air |
| Saison  | Punkte      | Platz       | Punkte     | Platz      | Punkte  | Platz   |
| ------- | ----------- | ----------- | ---------- | ---------- | ------- | ------- |
| 2018/19 | 580         | 42.         | 580        | 16.        | -       | -       |
| 2019/20 | 1690        | 17.         | 820        | 12.        | 870     | 14.     |
| 2020/21 | 85          | 20.         | 45         | 20.        | 40      | 6.      |
| 2021/22 | 184         | 12.         | 84         | 16.        | 100     | 4.      |
| 2022/23 | 76          | 35.         | 760        | 14.        | -       | -       |
| 2023/24 | 173         | 12.         | 144        | 3.         | 29      | 20.     |
| 2024/25 | 311         | 7.          | 234        | 5.         | 117     | 11.     |